# Lissoclinum verrilli
Lissoclinum verrilli är en sjöpungsart som först beskrevs av Van Name 1902.  Lissoclinum verrilli ingår i släktet Lissoclinum och familjen Didemnidae. Inga underarter finns listade i Catalogue of Life.